# 落葉のコンチェルト
「落葉のコンチェルト」（おちばのコンチェルト、原題 For The Peace of All Mankind）は、アルバート・ハモンドが1973年に発表した楽曲。アルバム『The Free Electric Band』に収録。日本でのみシングル発売されロングヒットを記録、『カリフォルニアの青い空』と並ぶ代表曲となった。

## 解説
1972年にムーディー・ブルースのアメリカツアーのオープニングアクトを務めた時に出会った女優テリー・ムーア (女優)との恋愛を描いた作品。
詞の内容は「落葉」とは関係がなく、また、人類の平和を訴えるものでもない。
邦題の名付け親はCBSソニーのディレクター高橋裕二。アルバムのタイトル曲などがシングル向きではなかったため「For The Peace of All Mankind（すべての人類の平和のために）」という大げさな原題を発売予定日の季節に合わせて改題した。
邦題についてハモンドは2016年のインタビューで「情景が浮かぶようで感動する」と好意的な見解を示した。

## エピソード
CBSソニーによる曲の販売促進の一環として、北海道から落ち葉を取り寄せ関係者に配った。その際、一部のラジオ局から「ゴミの配布にあたる」として担当者が出入り禁止処分となった。

## カバー
- ヤング101 1973年 NHKステージ101のアルバム『ヤング集合!!』収録（メインボーカル 塩見大治郎・まきのりゆき） 日本語カバー
- テリー・シルベスター（英語版） 1974年 ビルボード・アダルト・コンテンポラリー48位[6]
- ジェリー・ベール 1974年 アルバム『Free As The Wind』収録
- 弘田三枝子 1974年 英語カバー アルバム『イエスタデイ・ワンス・モア』収録
- 田中星児（元ヤング101） 日本語カバー
- 鈴木トオル 1994年 日本語カバー アルバム『VOICE』収録
- 太四子 韓国語カバー 2000年 タイトルは『Begin』アルバム『跳躍』収録
- 宗次郎 インストゥルメンタル 2001年 アルバム『世界のうた こころのうた 第一集』収録
- とんぼちゃん 「落葉のコンチェルト」(1976年)　日本語カバー